# Bentley 4 Litre
O Bentley 4 Litre foi um automóvel construído sobre chassi pela Bentley Motors Limited em 1931. O chassi do 4 Litre foi concebido e construído em uma tentativa fracassada de restaurar a situação financeira da Bentley. Anunciado em 15 de maio de 1931, ele utilizava um motor Ricardo IOE de 4 litros modificado em um chassi encurtado do 8 Litre, por dois terços do preço do 8 Litre, na tentativa de competir com o Rolls-Royce 20/25. Em vez disso, a Bentley entrou em recuperação judicial logo depois, da qual foi comprada pela Rolls-Royce Limited.
O motor convencional de 6 cilindros em linha utilizava um diâmetro de 85 mm e um curso de 115 mm, resultando em uma cilindrada total de 3,9 L (3.900 cc) e uma potência de 120 bhp a 4.000 rpm. A potência do motor não era adequada para o chassi pesado.